# Adinandra obtusata
Adinandra obtusata är en tvåhjärtbladig växtart som beskrevs av Pieter Willem Korthals. Adinandra obtusata ingår i släktet Adinandra och familjen Pentaphylacaceae. Inga underarter finns listade i Catalogue of Life.